# Mouriri nigra
Mouriri nigra là một loài thực vật có hoa trong họ Mua. Loài này được (DC.) Morley mô tả khoa học đầu tiên năm 1972.